# Sébastien Micheau
Pour les articles homonymes, voir Micheau.
Sébastien Micheau (né le 3 mai 1998 à Bressuire) est un athlète français, spécialiste du saut en hauteur.

## Biographie
Sébastien Micheau est sacré champion de France du saut en hauteur lors des championnats de France 2020 à Albi.
Lors des championnats de France 2021, il obtient la médaille de bronze.